# Tecnobrega
Tecno brega o tecnobrega (Tecno cursi o Tecno Sexy) es una forma de música del Nordeste de Brasil. Es un género musical creado primeramente por Remixado y alteración de música popular y música de los ochenta. A pesar de que un gran número de obras de músicos famosos son usadas en la technobrega, la mayor parte del material son grabaciones originales (80%). Varios DJs y productores musicales del movimiento tecnobrega participaron en la película documental compartida por peer-to-peer Good Copy Bad Copy. A pesar de ser confundido erróneamente con tecnomelody, ambos estilos tienen diferencias entre sí. Tecnobrega es un subgénero del tecnomelody con una fuerte influencia de géneros regionales del Nordeste, como el brega, el forró y el reggae de Maranhão. El estilo fue popularizado por bandas del Nordeste que hacían versiones tecnobrega de canciones tecnomelody de Pará, siendo el caso más famoso la Banda Djavu.

## Productores y distribución
Las músicas son creadas por los productores en estudios improvisados, en sus dormitorios o cuartos sin uso. A diferencia de la venta tradicional en del formato CD, la technobrega se caracteriza por nuevos métodos de distribución. En lugar de vender los CD en las tiendas a precios de mercado, la technobrega es vendida a un precio mínimo (cercano a US $1,50 en 2009) por vendedores callejeros informales, quienes a su vez pueden hacer sus propios CD de compilados. A menudo producen su propia música con muy poco interés en aplicar su derecho de autor, la música 'nace libre'. De esta manera los vendedores callejeros se encargan de hacer las copias que necesitan y publicitan los eventos con esos CD. Esas publicidades son para grandes  fiestas de música en vivo al estilo jamaiquino, muy semejante a los conciertos rave. De esa forma los productores y músicos que los ayudan pueden ganar mucho más dinero que con la venta tradicional, cobrando entradas, vendiendo copias de la música en vivo de esa noche, además de la venta de otros productos.

## Fiestas electrónicas
La parte competitiva está en las fiestas electrónicas, donde los productores demuestran qué tan actualizados tienen sus equipos electrónicos de sonido. Cada fiesta puede llegar a atraer entre 12.000 a 15.000 personas en cada presentación. En una presentación normal, pueden llegar a vender más de 77 CD de audio y 53 DVD luego de la presentación. En estos eventos la presentación puede incluir "saludos" para amigos, familia, o vecinos, haciendo de esta forma que los CD tenga mayor valor tanto monetario como sentimental para la audiencia. Estos "saludos" pueden hacerse para CD pagados antes del concierto. El costo de un disco del evento puede rondar cerca de los 2.000 reales (557 libras británicas) por evento.
En los eventos normalmente se mezclan los samples promocionados como la música en vivo de cantantes y músicos. Estas fiestas electrónicas, además de proporcionar ingreso económico fuerte a estos artistas, es una catapulta comercial importante, debido a que tanto la presentación como los CD (que no pueden considerar fuente de ingreso) hacen que la calidad del artista sea difundida exponencialmente, favoreciendo a que se lo requiera en muchos más eventos, lo que equivale a mayores y más fuertes ingresos, de acuerdo a su popularidad.